# Ki (istennő)
Ki (sumer: „föld”, „alsó”, ékírással 𒆠) a sumer mitológia egyik istenanyja, a földanya megtestesítője volt. Templomáról, kultuszáról nem tudunk, neve néhány mitológiai szövegeben jelenik meg, mint az uruki An égistennek, az istenek atyjának feleségéé, Enlil a második főisten, az istenek urának anyjáé. Ki és An testvérek, mindketten Ansar és Kisar gyermekei. Samuel Noah Kramer szerint nagyon korán azonosult Ninhurszaggal.
A sumer mitológia több istennőt is megnevez, akiknek hasonló vagy azonos volt a szerepe Kiével, és akik az egységes mitológia pantheon kialakulásakor, a III. uri dinasztia idején azonosultak is vele és egymással is. Ezeknek az istennőknek kultusza és temploma is volt, a legfontosabbak közülük Ninhurszag Adabban, Damgalnunna vagy Uras Dilbatban, Nintu Kisben, Nammu Eriduban. Az akkád mitológiában Antum is megjelenik, mint An(u) uruki felesége és Enlil/Ellil apja.

## Fordítás
- Ez a szócikk részben vagy egészben  a   Ki (goddess) című angol Wikipédia-szócikk fordításán alapul.  Az eredeti cikk szerkesztőit annak laptörténete sorolja fel. Ez a jelzés csupán a megfogalmazás eredetét és a szerzői jogokat jelzi, nem szolgál a cikkben szereplő információk forrásmegjelöléseként.